# Operation Manitoba
Operation Manitoba è il primo album dei CUT, prodotto dalla Gamma Pop Records nel 1998.

## Tracce
Lato A
1. Mundo Estranho
2. Snake Dancer
3. Thorns
4. Soul Deranger
5. Psycho
6. Get Out Of My Way
7. Sound Of Cut
8. Super Cynic
9. Barbie Lifting
10. Something
11. At Last
12. Psycho Rock'n'Roll